# Viola (heilige)
De heilige Viola, ook bekend als Yolaine van Pleine-Selve of Pleincerf, (gestorven Pleine-Selve (Aisne), 17 januari 363) was een christelijk martelaar in het Romeinse Rijk.
Zij was afkomstig uit een bekende Romeinse patriciërsfamilie. Toen zij samen met de heilige Benedicta (Benoîte van Origny-sur-Oise) vernam dat hun verwant de heilige Quintinus de marteldood was gestorven tijdens zijn evangeliseringswerk in Vermandois, besloten zij samen met tien gezellinnen daarheen te trekken om de kerstening voort te zetten. Op blote voeten trokken zij de Alpen over en vervolgden hun weg verder langs de Romeinse heerwegen. Benedicta ging naar Origny en Viola naar Pleine-Selve. Zij slaagden erin om vele ruwe Galliërs te bekeren.
De toenmalige keizer echter, Julianus de Afvallige (361-363), wenste herstel van de Romeinse godenverering en had christenvervolgingen bevolen. Matroclus, de plaatselijke stadhouder, liet Benedicta dan ook in Origny opsluiten, martelen en uiteindelijk in 362 onthoofden. Van Viola werden in Pleine-Selve de vingers afgehakt. Vervolgens werd zij gegeseld en aan de paarden gebonden en ten slotte werd zij levend verbrand.
Haar feestdag is op 17 januari.